# Тулай (посёлок)
Тулай — посёлок в Ребрихинском районе Алтайского края. Входило в состав Шумилихинского сельсовета, с 2015 года в составе Ребрихинского сельсовета.

## География
Расположен в 130 км к западу от Барнаула и в 31 км к северо-западу от Ребрихи.

## История
Основан в 1920 г. В 1928 году состоял из 109 хозяйств, основное население — русские. В административном отношении являлось центром Тулайского сельсовета Куликовского района Каменского округа Сибирского края.

## Население
| 1926 | 1997 | 1998 | 1999 | 2000 | 2001 |
| ---- | ---- | ---- | ---- | ---- | ---- |
| 592  | ↘164 | ↗171 | ↘161 | ↗163 | ↗164 |
| 2002 | 2003 | 2004 | 2005 | 2006 | 2007 |
| ↗166 | ↗169 | ↘163 | ↘160 | ↘150 | ↘148 |
| 2008 | 2009 | 2010 | 2011 | 2012 | 2013 |
| ↘140 | ↘138 | ↘113 | ↘110 | ↘106 | ↗108 |

Национальный состав
Согласно результатам переписи 2002 года, в национальной структуре населения русские составляли 92 %.

## Экономика
Основа экономики посёлка фермерское сельское хозяйство. Большая часть жителей занимается работой в личных — подсобных хозяйствах. Число личных подсобных хозяйств на начало 2013 года — 43.

## Социальная сфера
В посёлке действует дом культуры, фельдшерско-акушерский пункт, магазин.